# Nội dung tương tác

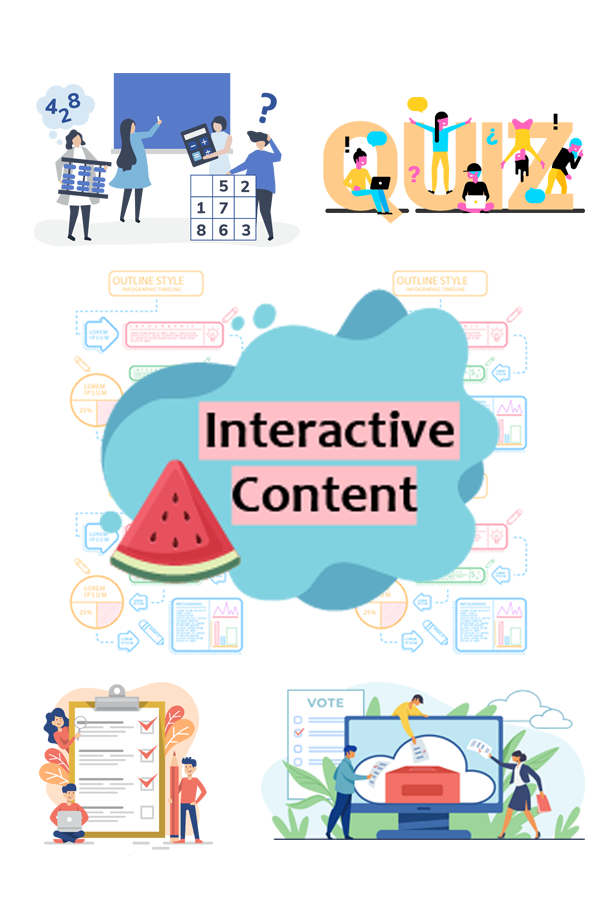
Nội dung tương tác (interactive content) đòi hỏi sự tham gia tích cực của người dùng và khuyến khích họ thực hiện tương tác.

Nội dung tương tác (tiếng Anh: interactive content): Là một hình thức của tiếp thị nội dung (content marketing), đòi hỏi sự tham gia tích cực của người dùng và khuyến khích họ thực hiện tương tác. Những tương tác này có thể đơn giản như nhấp chuột, thích, chia sẻ bài viết đến những hành động như tham gia khảo sát hoặc làm bài quiz, test tính cách...
Để hiểu nội dung tương tác và lý do sử dụng chúng thì cần xem xét các thể loại và phương tiện khác nhau. Bất cứ điều gì đòi hỏi sự tham gia tích cực và sự phát triển ý kiến của người dùng đều có thể được phân loại thành nội dung tương tác.